# Mathusalem (automate cellulaire)
Pour les articles homonymes, voir Mathusalem (homonymie).

Le pentomino R.

Dans le jeu de la vie, un mathusalem est un motif qui met un certain moment avant de se stabiliser en une constellation de débris plus ou moins importante. 

## Définition
Un mathusalhem est un petit objet qui « explose » en de nombreux objets stables. Théoriquement, presque tous les objets du jeu de la vie sont des mathusalems, mais les plus intéressants sont ceux qui évoluent longtemps à partir d'une petite figure d'une dizaine de cellules.

### Le pentomino R
Le pentomino R est une petite figure de 5 cellules dont la particularité est d'être très instable, évoluant en une large figure asymétrique. Il a été découvert en 1970. C'est d'ailleurs en suivant son évolution que le groupe de John Horton Conway a découvert complètement par hasard le planeur. Le pentomino R ne se stabilise qu'après 1103 générations, après avoir créé :
- 8 blocs
- 6 planeurs
- 4 ruches
- 4 clignotants
- un bateau
- un navire
- une miche de pain

Soit 116 cellules au total.

### Une tentative de grossissement illimité
Avant que Bill Gosper ne découvre le canon, on pensait qu'on pouvait créer un « super pentomino R » qui grossirait indéfiniment. Cependant, on ne peut pas démontrer qu'un « super pentomino R » grossit indéfiniment. Cependant, dans Life 3-4, il existe une figure de six cellules qui semble exhiber une telle propriété.

## Exemples de mathusalhem

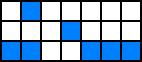
Le gland, qui se stabilise à la génération 5206.
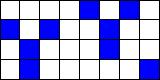
Les lapins, qui se stabilisent à la génération 17332. C'est la figure parente des « lièvres », qui ont été trouvés indépendamment.